# Eduard Giménez i Gràcia
Eduard Giménez i Gràcia   (Mataró, 2 de juny de 1940) és un tenor lírico-lleuger català de carrera internacional, destacant en papers belcantistes de Rossini i Donizetti.

## Biografia
Va estudiar música a l'Escola Municipal de Música de Barcelona, amb la professora Carme Braconsde Colomer. Després, va continuar estudiant a Milà, amb Vladimiro Badiali. En començar els anys seixanta, encara com a afeccionat, canta a Mataró la seva primera Lucia di Lammermoor. En la temporada 1962-1963, en una funció benèfica, cantà al Palau de la Música de Barcelona La Traviata.
Guanyà el concurs internacional de cant Acchille Peri; el premi incloïa cantar en el Teatro municipale di Reggio de l'Emília en febrer de 1967 amb L'elisir d'amore, que representà el seu debut professional. Aquest títol esdevindrà l'obra que més cantarà i que més fama li donarà.
El 1963 debutà al Gran Teatre del Liceu i continua la temporada 1970- 1971 amb L'elisir d'amore, amb Maddalena Bonifacio, i el mateix any cantarà l'obra al Teatro alla Scala (Milà), amb Adriana Maliponte i Renato Capecchi. En 1971 canta al Teatro de la Zarzuela de Madrid Il barbiere di Siviglia de Rossini, i en 1973, a Viena, La traviata.
Fou un cantat habitual al Liceu, on interpretà obres com Il matrimonio segreto de Cimarosa, en dues temporades, i òperes de Mozart, Rossini, Donizetti, Verdi, Bellini i Duni. En 1975-76 hi cantà Don Gil de Alcalá de Manuel Penella. En 1977, canta el Carlo de Linda di Chamounix, òpera molt poc representada arreu llavors. També hi cantarà Maria Stuarda, amb Montserrat Caballé, La Cenerentola i L'elisir d'amore (1980) i Cançó d'amor i de guerra (1983). A València cantà Les Pêcheurs de perles de Bizet (1979) i Don Pasquale (1980) i a Madrid, Il barbiere di Siviglia (1980, que també canta a Oviedo) i L'arbore di Diana de Martín i Soler (1980).
En 1984, canta al Teatro Rossini de Pesaro, en el marc del prestigiós Festival Rossini, el paper de Belfiore a Il viaggio a Reims, compartint cartell amb Katia Ricciarelli, Cecilia Gasdia, Lella Cuberli, Lucia Valentini, Francisco Araiza, Ruggero Raimiondi i Samuel Ramey, amb direcció de Claudio Abbado.
Des de 1984, fa classes de cant al Conservatori del Liceu de Barcelona. Ha enregistrat obres com Il viaggio a Reims de Rossini i Le nozze di Figaro de Mozart, i sarsueles com La legió d'honor de Martínez Valls, Las hilanderas i La Dolorosa de Josep Serrano.